# ژان ماری گوستاو لوکلزیو
ژان-ماری گوستاو لو کلزیو (به فرانسوی: Jean-Marie Gustave Le Clézio) زاده ۱۳ آوریل ۱۹۴۰ نویسنده معاصر فرانسوی است. اولین اثر او رمان بازجویی در سال ۱۹۶۳ جایزه رنودو را به خود اختصاص داد. تاکنون حدود ۴۰ کتاب از جمله مجموعه داستان‌های کوتاه و رمان‌های وی منتشر شده‌اند.
جایزه نوبل ادبیات سال ۲۰۰۸ میلادی از سوی آکادمی سلطنتی سوئد به او تعلق گرفت.

## زندگی
لوکلزیو در سال ۱۹۴۰ در شهر نیس فرانسه متولد شد، پدرش در زمان جنگ جهانی دوم در نیجریه خدمت می‌کرد از همین روی در کودکی دو سال در نیجریه زندگی کرد. پس از اتمام دوره دبیرستان در نیس به دانشگاه بریستول رفت و به تحصیل زبان انگلیسی پرداخت. او در دانشگاه‌های بانکوک، بوستون، و مکزیکوسیتی هم تدریس کرده است.

## ترجمه به فارسی
از گوستاو لوکلزیو کتاب‌های زیر به زبان فارسی ترجمه و منتشر شده است.
- روزی که بومون با درد خویش آشنا شد، سال ۱۳۴۶
- موندو، سال ۱۳۸۵
- بیابان، سال ۱۳۸۷
- آفریقایی، سال ۱۳۸۷
- آفریقایی، سال ۱۳۸۷
- ترجیع گرسنگی، سال ۱۳۸۸
- سفر به سرزمین درختها، سال ۱۳۸۸
- ماهی طلا، سال ۱۳۸۸
- پاوانا، سال ۱۳۸۸
- خلسه مادی، سال ۱۳۸۹
- کسی که هرگز دریا را ندیده بود (مجموعه داستان)، سال ۱۳۸۹
- لالابای، ترجمه لادن گلگون، سال ۱۳۹۰
- موندو و داستان‌های دیگر، سال ۱۳۹۱
- آسمانی‌ها، سال ۱۳۹۳
- دگرگونی‌ها، سال ۱۳۹۴
- دیه گو و فریدا، سال ۱۳۹۴
- موندو، سال ۱۳۹۴
- ستارهٔ سرگردان، سال ۱۳۹۵
- کودک زیر پل، سال ۱۳۹۵
- آوای گرسنگی، سال ۱۳۹۶
- دورگردی و داستان‌های دیگر، سال۱۳۹۶
- بیایان، سال ۱۳۹۹